# Seegeriella pinifolia
Seegeriella pinifolia är en orkidéart som beskrevs av Karlheinz Senghas. Seegeriella pinifolia ingår i släktet Seegeriella och familjen orkidéer.
Artens utbredningsområde är Bolivia. Inga underarter finns listade i Catalogue of Life.